# Panamá en la Copa Oro Femenina de la Concacaf de 2024
La Copa Oro Femenina de la Concacaf de 2024 se llevó a cabo del 20 al 10 de marzo Panamá fue uno de los 12 participantes.

## Clasificación

### Grupo B
| Pos. | Equipo    | Pts. | PJ | G | E | P | GF | GC | Dif. | Clasificación   |
| ---- | --------- | ---- | -- | - | - | - | -- | -- | ---- | --------------- |
| 1    | Panamá    | 7    | 4  | 2 | 1 | 1 | 8  | 5  | +3   | Copa Oro W 2024 |
| 2    | Guatemala | 5    | 4  | 1 | 2 | 1 | 6  | 8  | −2   | Repesca         |
| 3    | Jamaica   | 3    | 4  | 0 | 3 | 1 | 5  | 6  | −1   |                 |

Actualizado a los partidos jugados el 3 de diciembre de 2023.
 Fuente: Concacaf

### Partidos
| Fecha                    | Ciudad            | Instancia |           |                      | Resultado |                      |           |
| ------------------------ | ----------------- | --------- | --------- | -------------------- | --------- | -------------------- | --------- |
| 20 de septiembre de 2023 | Antigua Guatemala | Liga A    | Guatemala | Bandera de Guatemala | 0:3 (0:1) | Bandera de Panamá    | Panamá    |
| 24 de septiembre de 2023 | Penonomé          | Liga A    | Panamá    | Bandera de Panamá    | 2:3 (2:1) | Bandera de Guatemala | Guatemala |
| 25 de octubre de 2023    | Ciudad de Panamá  | Liga A    | Panamá    | Bandera de Panamá    | 2:1 (1:1) | Bandera de Jamaica   | Jamaica   |
| 29 de noviembre de 2023  | Kingston          | Liga A    | Jamaica   | Bandera de Jamaica   | 1:1 (1:1) | Bandera de Panamá    | Panamá    |

#### Guatemala vs. Panamá
| 20 de septiembre de 2023 | Guatemala | 0:3 (0:1) | Panamá                                | Estadio Pensativo, Antigua Guatemala                                  |                                                                       |
| 18:00 (UTC-6)            |           | Reporte   | 35' Tanner · 74' Cox · 82' Montenegro | Asistencia: sin datos sobre espectadores Árbitra: Carly Shaw-MacLaren | Asistencia: sin datos sobre espectadores Árbitra: Carly Shaw-MacLaren |

| Uniformes | Uniformes |
| --------- | --------- |
|           |           |

#### Panamá vs. Guatemala
| 24 de septiembre de 2023 | Panamá                    | 2:3 (2:1) | Guatemala                          | Estadio Universitario, Penonomé                                    |                                                                    |
| 18:00 (UTC-5)            | Castillo 38' · Tanner 40' | Reporte   | 17' Monterroso · 67', 90' Martínez | Asistencia: Sin datos sobre espectadores Árbitra: Francia González | Asistencia: Sin datos sobre espectadores Árbitra: Francia González |

| Uniformes | Uniformes |
| --------- | --------- |
|           |           |

#### Panamá vs. Jamaica
| 25 de octubre de 2023 | Panamá                        | 2:1 (1:1) | Jamaica    | Estadio Rommel Fernández, Ciudad de Panamá                    |                                                               |
| 19:00 (UTC-5)         | Keene 44' (a.g.) · Cedeño 84' | Reporte   | 21' Walker | Asistencia: Sin datos sobre espectadores Árbitra: Mirian León | Asistencia: Sin datos sobre espectadores Árbitra: Mirian León |

| Uniformes | Uniformes |
| --------- | --------- |
|           |           |

#### Jamaica vs. Panamá
| 29 de noviembre de 2023 | Jamaica     | 1:1 (1:1) | Panamá         | Independence Park, Kingston                                      |                                                                  |
| 19:00 (UTC-5)           | Buckley 45' | Reporte   | 30' (pen.) Cox | Asistencia: Sin datos sobre espectadores Árbitra: Melissa Borjas | Asistencia: Sin datos sobre espectadores Árbitra: Melissa Borjas |

| Uniformes | Uniformes |
| --------- | --------- |
|           |           |

## Plantel
Entrenador:  Ignacio Quintana
La plantilla final fue anunciada el 8 de febrero de 2024.
| No. | Pos. | Jugadora             | Fecha de nacimiento (edad)        | Apa. | Goles | Club                        |
| --- | ---- | -------------------- | --------------------------------- | ---- | ----- | --------------------------- |
| 1   | POR  | Valeska Domínguez    | 06 de enero de 1999 (24 años)     | 0    | 0     | Mario Méndez                |
| 2   | DEF  | Hilary Jaén          | 29 de agosto de 2002 (21 años)    | 32   | 2     | UMass Lowell River Hawks    |
| 3   | DEF  | Wendy Natis          | 19 de agosto de 2002 (21 años)    | 23   | 0     | Bahia                       |
| 4   | DEF  | Katherine Castillo   | 23 de marzo de 1996 (27 años)     | 35   | 4     | Deportivo Cali              |
| 5   | DEF  | Yomira Pinzón        | 23 de agosto de 1996 (27 años)    | 39   | 5     | Mario Méndez                |
| 6   | MED  | Yamileth Palacio     | 22 de agosto de 2003 (20 años)    | 0    | 0     | Universitario               |
| 7   | DEL  | Sherline King        | 3 de marzo de 2006 (17 años)      | 1    | 0     | Santa Fe                    |
| 8   | MED  | Schiandra González   | 4 de julio de 1995 (28 años)      | 11   | 0     | Santa Fe                    |
| 9   | DEL  | Katherine Parris     | 2 de febrero de 2003 (21 años)    | 1    | 0     | Maryland Terrapins          |
| 10  | MED  | Marta Cox            | 20 de julio de 1997 (26 años)     | 60   | 23    | Tijuana                     |
| 11  | MED  | Natalia Mills        | 22 de marzo de 1993 (30 años)     | 36   | 14    | Alajuelense                 |
| 12  | POR  | Yenith Bailey        | 29 de marzo de 2001 (22 años)     | 35   | 0     | Santa Fe                    |
| 13  | DEL  | Riley Tanner         | 15 de octubre de 1999 (24 años)   | 9    | 3     | Washington Spirit           |
| 14  | MED  | Carmen Montenegro    | 5 de diciembre de 2000 (23 años)  | 12   | 1     | Panamá City                 |
| 15  | DEF  | Nicole Cargill       | 28 de noviembre de 2004 (19 años) | 0    | 0     | Delaware Fightin' Blue Hens |
| 16  | DEF  | Rebeca Espinosa      | 5 de julio de 1992 (31 años)      | 24   | 0     | Panamá City                 |
| 17  | DEL  | Kenia Rangel         | 6 de agosto de 1995 (28 años)     | 28   | 7     | Alajuelense                 |
| 18  | MED  | Erika Hernández      | 17 de marzo de 1999 (24 años)     | 26   | 7     | Universitario               |
| 19  | DEL  | Yarelis Palacios     | 22 de agosto de 2003 (20 años)    | 1    | 0     | Universitario               |
| 20  | MED  | Aldrith Quintero     | 1 de enero de 2002 (22 años)      | 27   | 1     | Fleury 91                   |
| 21  | DEF  | Nicole De Obaldía    | 16 de marzo de 2000 (23 años)     | 10   | 0     | Pérez Zeledón               |
| 22  | POR  | Farissa Córdoba      | 30 de junio de 1989 (34 años)     | 22   | 0     | Sporting Cristal            |
| 23  | DEF  | Carina Baltrip-Reyes | 1 de julio de 1998 (25 años)      | 20   | 1     | Lazio                       |

## Participación

### Partidos
| Fecha         | Ciudad | Instancia      |             |                        | Resultado |                     |          |
| ------------- | ------ | -------------- | ----------- | ---------------------- | --------- | ------------------- | -------- |
| 21 de febrero | Carson | Fase de grupos | Panamá      | Bandera de Panamá      | 0:6 (0:3) | Bandera de Colombia | Colombia |
| 24 de febrero | Carson | Fase de grupos | Puerto Rico | Bandera de Puerto Rico | 2:1 (0:1) | Bandera de Panamá   | Panamá   |
| 27 de febrero | Carson | Fase de grupos | Brasil      | Bandera de Brasil      | 5:0 (3:0) | Bandera de Panamá   | Panamá   |

### Primera fase - Grupo B

#### Posiciones
| Equipo      | Pts | PJ | PG | PE | PP | GF | GC | Dif |
| ----------- | --- | -- | -- | -- | -- | -- | -- | --- |
| Brasil      | 9   | 3  | 3  | 0  | 0  | 7  | 0  | 7   |
| Colombia    | 6   | 3  | 2  | 0  | 1  | 8  | 1  | 7   |
| Puerto Rico | 3   | 3  | 1  | 0  | 2  | 2  | 4  | –2  |
| Panamá      | 0   | 3  | 0  | 0  | 3  | 1  | 13 | −12 |

|  | Clasificados a los cuartos de final. |

#### Panamá vs. Colombia
| 21 de febrero de 2024, 16:30 | Panamá | 0:3 (0:6)        | Colombia                                                                  | Snapdragon Stadium, San Diego                                       |                                                                     |
|                              |        | Concacaf Reporte | Paví 26', 34' · Usme 36' · Vanegas 72' · Caicedo 84' · Vanegas 89' (a.g.) | Asistencia: 815 espectadores Árbitra: Katia García VAR: Diana Pérez | Asistencia: 815 espectadores Árbitra: Katia García VAR: Diana Pérez |

| 12         | Guardameta     | Yenith Bailey      |     |
| 4          | Defensa        | Katherine Castillo | 46' |
| 16         | Defensa        | Rebeca Espinosa    | 62' |
| 5          | Defensa        | Yomira Pinzón      |     |
| 3          | Defensa        | Wendy Natis        |     |
| 2          | Defensa        | Hilary Jaén        |     |
| 11         | Centrocampista | Natalia Mills      | 62' |
| 8          | Centrocampista | Schiandra González |     |
| 14         | Centrocampista | Carmen Montenegro  | 46' |
| 17         | Delantero      | Kenia Rangel       |     |
| 10         | Delantero      | Marta Cox          | 89' |
| Entrenador | Entrenador     | Ignacio Quintana   |     |

| 1          | Guardameta     | Natalia Giraldo  |     |
| 17         | Defensa        | Carolina Arias   | 70' |
| 19         | Defensa        | Jorelyn Carabalí |     |
| 3          | Defensa        | Daniela Arias    |     |
| 2          | Defensa        | Manuela Vanegas  |     |
| 5          | Centrocampista | Lorena Bedoya    |     |
| 8          | Centrocampista | Marcela Restrepo | 70' |
| 6          | Centrocampista | Daniela Montoya  |     |
| 13         | Centrocampista | Ilana Izquierdo  | 70' |
| 15         | Centrocampista | Manuela Paví     | 79' |
| 11         | Delantero      | Catalina Usme    | 79' |
| Entrenador | Entrenador     | Ángelo Marsiglia |     |

| 20 | Centrocampista | Aldrith Quintero     | 46' |
| 13 | Delantero      | Riley Tanner         | 46' |
| 7  | Delantero      | Sherline King        | 62' |
| 23 | Defensa        | Carina Baltrip-Reyes | 62' |
| 9  | Delantero      | Katherine Parris     | 89' |

| 21 | Centrocampista | Liana Salazar | 70' |
| 18 | Delantero      | Linda Caicedo | 70' |
| 20 | Defensa        | Mónica Ramos  | 70' |
| 10 | Delantero      | Diana Celis   | 79' |
| 16 | Centrocampista | Lady Andrade  | 79' |

| Anotado           | 26' | Nicolette Hernández | 0:1 |
| Anotado           | 34' | Jacqueline Ovalle   | 0:2 |
| Anotado           | 36' | Karen Luna          | 0:3 |
| Anotado           | 72' | Jacqueline Ovalle   | 0:4 |
| Anotado           | 84' | Rebeca Bernal       | 0:5 |
| Anotado · Autogol | 89' | Diana Ordóñez       | 0:6 |

| Amonestado | 76'   | Marta Cox   |
| Amonestado | 90+1' | Wendy Natis |

| Amonestado | 81' | Lorena Bedoya |

| Árbitra             | Katia García     |
| Árbitras asistentes | Endenia Caudillo |
| Árbitras asistentes | Karen Díaz       |
| Cuarta árbitra      | Sandra Benítez   |
| VAR                 | Diana Pérez      |
| Adicional VAR       | Amairany García  |

| 12         | Guardameta     | Yenith Bailey      |     |
| 4          | Defensa        | Katherine Castillo | 46' |
| 16         | Defensa        | Rebeca Espinosa    | 62' |
| 5          | Defensa        | Yomira Pinzón      |     |
| 3          | Defensa        | Wendy Natis        |     |
| 2          | Defensa        | Hilary Jaén        |     |
| 11         | Centrocampista | Natalia Mills      | 62' |
| 8          | Centrocampista | Schiandra González |     |
| 14         | Centrocampista | Carmen Montenegro  | 46' |
| 17         | Delantero      | Kenia Rangel       |     |
| 10         | Delantero      | Marta Cox          | 89' |
| Entrenador | Entrenador     | Ignacio Quintana   |     |

| 1          | Guardameta     | Natalia Giraldo  |     |
| 17         | Defensa        | Carolina Arias   | 70' |
| 19         | Defensa        | Jorelyn Carabalí |     |
| 3          | Defensa        | Daniela Arias    |     |
| 2          | Defensa        | Manuela Vanegas  |     |
| 5          | Centrocampista | Lorena Bedoya    |     |
| 8          | Centrocampista | Marcela Restrepo | 70' |
| 6          | Centrocampista | Daniela Montoya  |     |
| 13         | Centrocampista | Ilana Izquierdo  | 70' |
| 15         | Centrocampista | Manuela Paví     | 79' |
| 11         | Delantero      | Catalina Usme    | 79' |
| Entrenador | Entrenador     | Ángelo Marsiglia |     |

| 20 | Centrocampista | Aldrith Quintero     | 46' |
| 13 | Delantero      | Riley Tanner         | 46' |
| 7  | Delantero      | Sherline King        | 62' |
| 23 | Defensa        | Carina Baltrip-Reyes | 62' |
| 9  | Delantero      | Katherine Parris     | 89' |

| 21 | Centrocampista | Liana Salazar | 70' |
| 18 | Delantero      | Linda Caicedo | 70' |
| 20 | Defensa        | Mónica Ramos  | 70' |
| 10 | Delantero      | Diana Celis   | 79' |
| 16 | Centrocampista | Lady Andrade  | 79' |

| Anotado           | 26' | Nicolette Hernández | 0:1 |
| Anotado           | 34' | Jacqueline Ovalle   | 0:2 |
| Anotado           | 36' | Karen Luna          | 0:3 |
| Anotado           | 72' | Jacqueline Ovalle   | 0:4 |
| Anotado           | 84' | Rebeca Bernal       | 0:5 |
| Anotado · Autogol | 89' | Diana Ordóñez       | 0:6 |

| Amonestado | 76'   | Marta Cox   |
| Amonestado | 90+1' | Wendy Natis |

| Amonestado | 81' | Lorena Bedoya |

| Árbitra             | Katia García     |
| Árbitras asistentes | Endenia Caudillo |
| Árbitras asistentes | Karen Díaz       |
| Cuarta árbitra      | Sandra Benítez   |
| VAR                 | Diana Pérez      |
| Adicional VAR       | Amairany García  |

| Estadísticas      | Bandera de Panamá | Bandera de Colombia |
| Tiros             | 4                 | 28                  |
| Tiros a puerta    | 3                 | 14                  |
| Faltas            | 8                 | 8                   |
| Saques de esquina | 1                 | 3                   |
| Penaltis          | 0                 | 0                   |
| Fueras de juego   | 0                 | 1                   |
| Posesión de balón | 23%               | 77%                 |

#### Puerto Rico vs. Panamá
| 24 de febrero de 2024, 16:30 | Puerto Rico             | 2:1 (1:0)        | Panamá    | Snapdragon Stadium, San Diego                                                          |                                                                                        |
|                              | Cox 73' · Marcano 90+3' | Concacaf Reporte | Mills 27' | Asistencia: Sin datos sobre espectadores Árbitra: Karen Hernández VAR: Ricardo Montero | Asistencia: Sin datos sobre espectadores Árbitra: Karen Hernández VAR: Ricardo Montero |

| 12         | Guardameta     | Sydney Martínez    |     |
| 2          | Defensa        | Verónica García    | 87' |
| 5          | Defensa        | Madison Cox        |     |
| 16         | Defensa        | Amber DiOrio       |     |
| 13         | Defensa        | [Isabel Martínez   | 32' |
| 10         | Centrocampista | Nickolette Driesse |     |
| 21         | Centrocampista | Sarah Martínez     |     |
| 17         | Centrocampista | Juelle Love        | 76' |
| 19         | Centrocampista | Danielle Marcano   |     |
| 14         | Centrocampista | Jill Aguilera      |     |
| 3          | Delantero      | Jailene de Jesús   | 46' |
| Entrenador | Entrenador     | Nat González       |     |

| 12         | Guardameta     | Yenith Bailey        |     |
| 9          | Defensa        | Katherine Parris     |     |
| 3          | Defensa        | Wendy Natis          |     |
| 2          | Defensa        | Hilary Jaén          |     |
| 23         | Defensa        | Carina Baltrip-Reyes |     |
| 13         | Centrocampista | Riley Tanner         |     |
| 10         | Centrocampista | Marta Cox            |     |
| 16         | Centrocampista | Rebeca Espinosa      |     |
| 20         | Centrocampista | Aldrith Quintero     |     |
| 11         | Centrocampista | Natalia Mills        | 69' |
| 17         | Delantero      | Kenia Rangel         | 83' |
| Entrenador | Entrenador     | Ignacio Quintana     |     |

| 4  | Defensa   | Bryana Pizarro | 32' |
| 22 | Delantero | Kennedy García | 46' |
| 7  | Delantero | Daphane Méndez | 76' |
| 20 | Defensa   | Imani Morlock  | 87' |

| 8  | Centrocampista | Schiandra González | 69' |
| 21 | Defensa        | Nicole De Obaldía  | 87' |

| Anotado | 73'   | Madison Cox      | 1:1 |
| Anotado | 90+3' | Danielle Marcano | 2:1 |

| Anotado | 27' | Natalia Mills | 0:1 |

| Amonestado | 11' | Isabel Martínez |  |
| Amonestado | 43' | Amber DiOrio    |  |
| Amonestado | 52' | Jill Aguilera   |  |

| Amonestado | 82' | Aldrith Quintero |  |

| Árbitra             | Karen Hernández     |
| Árbitras asistentes | Sandra Ramírez      |
| Árbitras asistentes | Jessica Morales     |
| Cuarta árbitra      | Merlin Vanessa Soto |
| VAR                 | Ricardo Montero     |
| Adicional VAR       | Francia González    |

| 12         | Guardameta     | Sydney Martínez    |     |
| 2          | Defensa        | Verónica García    | 87' |
| 5          | Defensa        | Madison Cox        |     |
| 16         | Defensa        | Amber DiOrio       |     |
| 13         | Defensa        | [Isabel Martínez   | 32' |
| 10         | Centrocampista | Nickolette Driesse |     |
| 21         | Centrocampista | Sarah Martínez     |     |
| 17         | Centrocampista | Juelle Love        | 76' |
| 19         | Centrocampista | Danielle Marcano   |     |
| 14         | Centrocampista | Jill Aguilera      |     |
| 3          | Delantero      | Jailene de Jesús   | 46' |
| Entrenador | Entrenador     | Nat González       |     |

| 12         | Guardameta     | Yenith Bailey        |     |
| 9          | Defensa        | Katherine Parris     |     |
| 3          | Defensa        | Wendy Natis          |     |
| 2          | Defensa        | Hilary Jaén          |     |
| 23         | Defensa        | Carina Baltrip-Reyes |     |
| 13         | Centrocampista | Riley Tanner         |     |
| 10         | Centrocampista | Marta Cox            |     |
| 16         | Centrocampista | Rebeca Espinosa      |     |
| 20         | Centrocampista | Aldrith Quintero     |     |
| 11         | Centrocampista | Natalia Mills        | 69' |
| 17         | Delantero      | Kenia Rangel         | 83' |
| Entrenador | Entrenador     | Ignacio Quintana     |     |

| 4  | Defensa   | Bryana Pizarro | 32' |
| 22 | Delantero | Kennedy García | 46' |
| 7  | Delantero | Daphane Méndez | 76' |
| 20 | Defensa   | Imani Morlock  | 87' |

| 8  | Centrocampista | Schiandra González | 69' |
| 21 | Defensa        | Nicole De Obaldía  | 87' |

| Anotado | 73'   | Madison Cox      | 1:1 |
| Anotado | 90+3' | Danielle Marcano | 2:1 |

| Anotado | 27' | Natalia Mills | 0:1 |

| Amonestado | 11' | Isabel Martínez |  |
| Amonestado | 43' | Amber DiOrio    |  |
| Amonestado | 52' | Jill Aguilera   |  |

| Amonestado | 82' | Aldrith Quintero |  |

| Árbitra             | Karen Hernández     |
| Árbitras asistentes | Sandra Ramírez      |
| Árbitras asistentes | Jessica Morales     |
| Cuarta árbitra      | Merlin Vanessa Soto |
| VAR                 | Ricardo Montero     |
| Adicional VAR       | Francia González    |

| Estadísticas      | Bandera de Puerto Rico | Bandera de Panamá |
| Tiros             | 11                     | 10                |
| Tiros a puerta    | 5                      | 3                 |
| Faltas            | 9                      | 6                 |
| Saques de esquina | 5                      | 5                 |
| Penaltis          | 0                      | 0                 |
| Fueras de juego   | 3                      | 5                 |
| Posesión de balón | 51%                    | 49%               |

#### Brasil vs. Panamá
| 27 de febrero de 2024, 19:15 | Brasil                                                   | 5:0 (3:0)        | Panamá | Snapdragon Stadium, San Diego                                                 |                                                                               |
|                              | Geyse 4', 74' · Menezes 10' · Rafaelle 23' · Debinha 51' | Concacaf Reporte |        | Asistencia: 1 811 espectadores Árbitra: Myriam Marcotte VAR: Daneon Parchment | Asistencia: 1 811 espectadores Árbitra: Myriam Marcotte VAR: Daneon Parchment |

| 12         | Guardameta     | Gabi Barbieri |     |
| 5          | Defensa        | Thais         |     |
| 14         | Defensa        | Lauren        | 79' |
| 4          | Defensa        | Rafaelle      | 46' |
| 23         | Centrocampista | Aline Gomes   | 65' |
| 15         | Centrocampista | Julia Bianchi |     |
| 8          | Centrocampista | Ary Borges    | 46' |
| 13         | Centrocampista | Bia Menezes   |     |
| 10         | Delantero      | Bia Zaneratto | 46' |
| 19         | Delantero      | Geyse         |     |
| 7          | Delantero      | Debinha       |     |
| Entrenador | Entrenador     | Arthur Elias  |     |

| 12         | Guardameta     | Yenith Bailey        |     |
| 23         | Defensa        | Carina Baltrip-Reyes |     |
| 16         | Defensa        | Rebeca Espinosa      |     |
| 20         | Defensa        | Aldrith Quintero     | 67' |
| 3          | Defensa        | Wendy Natis          |     |
| 2          | Defensa        | Hilary Jaén          |     |
| 17         | Centrocampista | Kenia Rangel         | 82' |
| 11         | Centrocampista | Natalia Mills        | 61' |
| 10         | Centrocampista | Marta Cox            |     |
| 13         | Centrocampista | Riley Tanner         |     |
| 9          | Delantero      | Katherine Parris     | 82' |
| Entrenador | Entrenador     | Ignacio Quintana     |     |

| 2  | Defensa        | Antônia      | 46' |
| 16 | Centrocampista | Vitória Yaya | 46' |
| 9  | Delantero      | Gabi Nunes   | 46' |
| 11 | Delantero      | Adriana      | 65' |
| 21 | Delantero      | Duda Santos  | 79' |

| 4  | Defensa        | Katherine Castillo | 61' |
| 18 | Centrocampista | Erika Hernández    | 67' |
| 7  | Delantero      | Sherline King      | 82' |
| 14 | Centrocampista | Carmen Montenegro  | 82' |

| Anotado | 4'  | Geyse       | 1:0 |
| Anotado | 10' | Bia Menezes | 2:0 |
| Anotado | 23' | Rafaelle    | 3:0 |
| Anotado | 51' | Debinha     | 4:0 |
| Anotado | 74' | Geyse       | 5:0 |

| Amonestado | 62' | Bia Menezes |

| Amonestado | 52' | Marta Cox |

| Árbitra             | Myriam Marcotte           |
| Árbitras asistentes | Marie-Han Gagnon-Chretien |
| Árbitras asistentes | Melissa Snedden           |
| Cuarta árbitra      | Sandra Benítez            |
| VAR                 | Daneon Parchment          |
| Adicional VAR       | Ricardo Montero           |

| 12         | Guardameta     | Gabi Barbieri |     |
| 5          | Defensa        | Thais         |     |
| 14         | Defensa        | Lauren        | 79' |
| 4          | Defensa        | Rafaelle      | 46' |
| 23         | Centrocampista | Aline Gomes   | 65' |
| 15         | Centrocampista | Julia Bianchi |     |
| 8          | Centrocampista | Ary Borges    | 46' |
| 13         | Centrocampista | Bia Menezes   |     |
| 10         | Delantero      | Bia Zaneratto | 46' |
| 19         | Delantero      | Geyse         |     |
| 7          | Delantero      | Debinha       |     |
| Entrenador | Entrenador     | Arthur Elias  |     |

| 12         | Guardameta     | Yenith Bailey        |     |
| 23         | Defensa        | Carina Baltrip-Reyes |     |
| 16         | Defensa        | Rebeca Espinosa      |     |
| 20         | Defensa        | Aldrith Quintero     | 67' |
| 3          | Defensa        | Wendy Natis          |     |
| 2          | Defensa        | Hilary Jaén          |     |
| 17         | Centrocampista | Kenia Rangel         | 82' |
| 11         | Centrocampista | Natalia Mills        | 61' |
| 10         | Centrocampista | Marta Cox            |     |
| 13         | Centrocampista | Riley Tanner         |     |
| 9          | Delantero      | Katherine Parris     | 82' |
| Entrenador | Entrenador     | Ignacio Quintana     |     |

| 2  | Defensa        | Antônia      | 46' |
| 16 | Centrocampista | Vitória Yaya | 46' |
| 9  | Delantero      | Gabi Nunes   | 46' |
| 11 | Delantero      | Adriana      | 65' |
| 21 | Delantero      | Duda Santos  | 79' |

| 4  | Defensa        | Katherine Castillo | 61' |
| 18 | Centrocampista | Erika Hernández    | 67' |
| 7  | Delantero      | Sherline King      | 82' |
| 14 | Centrocampista | Carmen Montenegro  | 82' |

| Anotado | 4'  | Geyse       | 1:0 |
| Anotado | 10' | Bia Menezes | 2:0 |
| Anotado | 23' | Rafaelle    | 3:0 |
| Anotado | 51' | Debinha     | 4:0 |
| Anotado | 74' | Geyse       | 5:0 |

| Amonestado | 62' | Bia Menezes |

| Amonestado | 52' | Marta Cox |

| Árbitra             | Myriam Marcotte           |
| Árbitras asistentes | Marie-Han Gagnon-Chretien |
| Árbitras asistentes | Melissa Snedden           |
| Cuarta árbitra      | Sandra Benítez            |
| VAR                 | Daneon Parchment          |
| Adicional VAR       | Ricardo Montero           |

| Estadísticas      | Bandera de Brasil | Bandera de Panamá |
| Tiros             | 22                | 3                 |
| Tiros a puerta    | 10                | 1                 |
| Faltas            | 15                | 8                 |
| Saques de esquina | 13                | 0                 |
| Penaltis          | 0                 | 0                 |
| Fueras de juego   | 4                 | 0                 |
| Posesión de balón | 72%               | 28%               |